# 蕭文禮
蕭文禮 (英語: Gary Shiu), 美籍華裔理論物理學家，威斯康星大學麥迪遜分校物理學教授。 他的研究涵蓋宇宙學、粒子物理學和弦理論。他因從弦理論構建粒子物理和宇宙學模型以及闡明基礎物理的實驗和觀測結果而聞名。他將弦理論研究帶到了威斯康星大學麥迪遜分校，並參與了理論和計算宇宙學小組和 AI ∩ 宇宙計劃的創立。

## 教育
蕭文禮在香港聖約瑟書院接受小學和中學教育。 他於1993年獲得香港中文大學物理學一等榮譽學士學位，並於 1998 年在康奈爾大學獲得博士學位，導師為戴自海 (Henry Tye)。

## 事業
他先後在楊振寧理論物理研究所和賓夕法尼亞大學從事博士後研究工作，隨後在美國威斯康星大學麥迪遜分校任教。 他曾任香港高等研究院資深學人、基礎物理中心創始主任，兼任香港科技大學物理學講座教授。
他曾在世界各地高等學府擔任客座教授、史丹佛大學、圆周理论物理研究所、阿姆斯特丹大學以科维理宇宙物理学与数学研究所。 蕭教授在世界各地做過許多講座，從專家講座到科普演講, 包括BEL 講座, 史蒂夫·戈德曼數學物理講座、尼科·範·坎彭學術討論會、約翰內斯·迪德里克·范德瓦爾斯講座、理論物理子平論壇、卡維理科學前沿研討會, 埃倫菲斯蒂學術討論會等。 他是2023年首屆國際基礎科學大會的特邀發言人。

## Awards
- 2003: Research Innovation Award, Research Corporation[16]
- 2004: NSF Career Award[17]
- 2005: Cottrell Scholar Award[18]
- 2006: Kavli Frontiers Fellow, 美国国家科学院[19]
- 2008: Guggenheim Fellow[20]
- 2008: Vilas Associate Award[21]
- 2009: Ambrose Monell Foundation Fellow, 普林斯顿高等研究院[22]
- 2011: Fellow, 美國物理學會[23]
- 2012: Johannes Diderik van der Waals Chair, 阿姆斯特丹大學[24]
- 2012: University of Wisconsin Chancellor's Distinguished Teaching Award[25]
- 2012: Fellow, 英国物理学会, UK[26]
- 2015: Fellow, 美國科學促進會[27]
- 2016: Kellett Mid-Career Award, 威斯康星大学麦迪逊分校[28]

## Selected publications
- Chen, Xingang; Huang, Min-xin; Kachru, Shamit; Shiu, Gary. . Journal of Cosmology and Astroparticle Physics. 2 January 2007, 2007 (1): 2. doi:10.1088/1475-7516/2007/01/002.
- M. Uranga, Angel; Shiu, Gary; Cvetič, Mirjam. . Nuclear Physics B]]. 12 November 2001, 615 (1-3): 3–32. doi:10.1016/S0550-3213(01)00427-8.
- Blumenhagen, Ralph; Cvetič, Mirjam; Langacker, Paul; Shiu, Gary. . Annual Review of Nuclear and Particle Science. doi:10.1146/annurev.nucl.55.090704.151541.
- Ooguri, Hirosi; Palti, Eran; Shiu, Gary; Vafa, Cumrun. . Nuclear Physics B: 180–184. doi:10.1016/j.physletb.2018.11.018.
- Shiu, Gary; Tye, Sze-Hoi Henry. . 物理评论: 106007. doi:10.1103/PhysRevD.58.106007.